# 經團聯會館
經團聯會館（日语：経団連会館，けいだんれんかいかん）是位於日本東京都千代田區大手町的一座摩天大樓，高122米。日本經濟團體聯合會總部入駐該大樓。現在的經團聯會館竣工於2009年，是大手町地區再開發事業的一部分。

## 外部連結
- 経団連会館カンファレンス （页面存档备份，存于）
- 大手町カンファレンスセンター （页面存档备份，存于）